# براندان روبنسون
براندان روبنسون (بالإنجليزية: Brendan Robinson)‏ (و. 1990 – م) هو ممثل، وممثل أفلام، وممثل تلفزيوني، ومنتج أفلام، من الولايات المتحدة الأمريكية، ولد في بورتلاند، أوريغون.

## وصلات خارجية
- براندان روبنسون على موقع IMDb (الإنجليزية)
- براندان روبنسون على موقع قاعدة بيانات الفيلم (الإنجليزية)